# Anders Wermelin
Anders Wermelin, född 14 november 1829 i Brunskogs socken, död 30 januari 1900 i Arnäs socken, var en svensk folkskollärare och präst.
Anders Wermelin var son till järnbruksfaktorn Anders Jonsson och Marit Nilsdotter. Han avlade folkskollärarexamen i Karlstad 1849. Efter tjänstgöring som folkskollärare i Brunskog biträdde han vid anordnandet av en större skola vid Persberg samt var en tid lärare vid kolportörskolan i Grythyttehed. 1868–1871 var Wermelin skollärare och brukspredikant vid Vedevågs bruksförsamling. Tidigt knuten till Evangeliska fosterlandsstiftelsen började han redan 1856 hålla bibelförklaringar och deltog i bildandet av en missionsförening i Brunskog 1860. Från 1865 var han stiftelsens provinsombud samt 1871–1884 dess reseombud, under vilken tid han besökte olika delar av Sverige och skall ha predikat i omkring 550 kyrkor. Efter att fått dispens från akademiska examina avlade Wermelin prästexamen i Härnösand samt prästvigdes 1884. 1885 blev han komminister i Arnäs, där han gjorde sig känd som en uppskattad predikant med folklig läggning.